# بول شيروين
بول شيروين (بالإنجليزية: Paul Sherwen)‏ مواليد 7 يونيو 1956، هو دراج إنجليزي سابق في صنف سباق الدراجات على الطريق. نافس في طوافات مشهورة مثل طواف فرنسا. بعد الاعتزال أصبحا مذيعا مختصا بسباقات الدراجات.

## روابط خارجية
- بول شيروين على موقع أرشيف الدراجات (الإنجليزية)
- بول شيروين على موقع إحصائيات الدراجات الإحترافية (الإنجليزية)
- بول شيروين على موقع CycleBase (الإنجليزية)